# Чаринг-Кросс (вокзал)
Чаринг-Кросс (англ. Charing Cross railway station) — железнодорожный вокзал на Стрэнде в центральной части Лондона. 
Вокзал открылся 11 января 1864 года и был назван в честь центральной точки Лондона — Чаринг-Кросса, которая расположена в нескольких десятках метров к западу, на пересечении с Уайтхоллом. Перед вокзалом был восстановлен средневековый Чарингский крест.
Викторианский фасад вокзала стилизован в духе французского ренессанса, а его главный зал — пример новаторского применения чугунных конструкций. В 1905 году рухнула крыша вокзала; фасад перестраивали после разрушений Второй мировой войны.
В 1990 году вокзальные платформы были встроены внутрь постмодернистского комплекса Embankment Place.